# Walter Kapps
Walter Serge Kapps(Constantinobla, 13 de setembre de 1907 - 13è districte de París, 1 de febrer de 1975) va ser un director de cinema francès. Una de les seves pel·lícules més conegudes, Mademoiselle de Paris, fou seleccionada al Festival Internacional de Cinema de Sant Sebastià 1955.

## Filmografia
- 1936: Les Gaietés du palace
- 1937: Pantins d'amour
- 1939: Cas de conscience
- 1942: Vie privée
- 1943: Mahlia la métisse
- 1947: Une aventure de Polop
- 1947: Le Studio en folie
- 1947: Plume la poule
- 1955: Mademoiselle de Paris
- 1957: Paris clandestin
- 1959: Détournement de mineures
- 1960: Amour, Autocar et Boîtes de nuit